# Липове (Росія)
Ли́пове (рос. Липовое) — селище у складі Нагорського району Кіровської області, Росія. Входить до складу Мулінського сільського поселення.
Населення становить 252 особи (2010, 475 у 2002).
Національний склад станом на 2002 рік — росіяни 96 %.